# Кехая
Кехая (от турски: kâhya) или кетхуда е длъжност, включваща управлението на някаква дейност въз основа на пълномощия от собственика или друго високопоставено лице.
Може да обозначава управител на имение или чифлик, ръководител на еснаф или надзирател на работници, понякога и селски глашатай. Наименованието често се използва за главен овчар или едър собственик на овце, като може да служи и за почетна титла, например на видни родопски чорбаджии, като Мерджан Кехая от Върбово или Згуро Кехая от Широка лъка.
Според непотвърдени от други източници данни, в Османската империя кехаята е лице, натоварено с властта да настанява войници, държавни служители на обиколка и чуждестранни пътници. Понякога е българин и понякога е мюсюлманин. По данни на Уолш от 1828 година „във всички български села има само един турчин, който е субаши или губернатор; а кехаята е българин, който действа под неговите заповеди като негов лейтенант“. Субашията получава харача (еднакъв данък за всички лица) и другите данъци, а кехаята урежда всички останали въпроси в селото.